# The Clown (1953)
The Clown is een Amerikaanse dramafilm uit 1953 onder regie van Robert Z. Leonard. Destijds werd de film in Nederland uitgebracht onder de titel De clown.

## Verhaal
Dodo Delwyn is een uitgerangeerde komiek met een drankprobleem. Zijn jonge zoon Dink kijkt op naar hem. Uit geldgebrek moet Dodo zijn zoon naar zijn rijke ex sturen. Als Dink wegloopt om terug te keren naar zijn vader, vindt Dodo de moed om deel te nemen aan een tv-programma.

## Rolverdeling
| Acteur        | Personage             |
| ------------- | --------------------- |
| Red Skelton   | Dodo Delwyn           |
| Jane Greer    | Paula Henderson       |
| Tim Considine | Dink Delwyn           |
| Loring Smith  | Benjamin Y. Goldenson |
| Philip Ober   | Ralph Z. Henderson    |
| Lou Lubin     | Kleine Julie          |
| Fay Roope     | Dr. Strauss           |
| Walter Reed   | Joe Hoagley           |
| Eddie Marr    | Televisieregisseur    |
| Jonathan Cott | Opnameleider          |
| Don Beddoe    | Gallagher             |
| Steve Forrest | Jongeman              |